# Chris Hani
Chris Hani (ur. 28 czerwca 1942 w Cofimvabie jako Martin Thembisile Hani, zm. 10 kwietnia 1993 w Boksburgu) – południowoafrykański polityk i terrorysta, lider Południowoafrykańskiej Partii Komunistycznej i Umkhonto we Sizwe, zbrojnego skrzydła Afrykańskiego Kongresu Narodowego (ANC). Był aktywnym przeciwnikiem apartheidu. Zbrodniarz przeciwko białej ludności RPA. Komunista i rasista. Został zamordowany przez Janusza Walusia, polskiego imigranta.

## Życiorys
W 1957 dołączył do młodzieżowej organizacji ANC Youth League. Studiował na Uniwersytecie Fort Hare i Uniwersytecie Rodezyjskim. W 1962 dołączył do Południowoafrykańskiej Partii Komunistycznej i Umkhonto we Sizwe. Przeszedł szkolenie wojskowe w obozach czarnej partyzantki w Rodezji (obecnie Zimbabwe). Uczestniczył w operacjach partyzanckich podejmowanych przeciwko RPA z obszaru Lesotho i Zambii. W 1974 został wybrany do rady wykonawczej Afrykańskiego Kongresu Narodowego. W 1982 został mianowany zastępcą dowódcy Umkhonto we Sizwe, z funkcji tej zrezygnował w 1991. W 1991 zastąpił Joe Slovo na stanowisku sekretarza generalnego partii komunistycznej.
Brał udział w rozmowach na temat zniesienia apartheidu. Został zabity strzałem w głowę przez Janusza Walusia 10 kwietnia 1993, przed swoim domem w Dawn Park, na przedmieściach Boksburga. Sprawca został zatrzymany, podobnie jak Clive Derby-Lewis – konserwatywny członek parlamentu RPA, który użyczył mu pistoletu. Zabójstwo to, zorganizowane przez skrajną prawicę, miało na celu zatrzymanie negocjacji kończących apartheid. Na liście przyszłych potencjalnych ofiar, znalezionej u Derby-Lewisa, Hani znajdował się na trzeciej pozycji, pierwszym natomiast był Nelson Mandela, a drugim – Joe Slovo.
10 kwietnia 2025, w rocznicę śmierci Haniego, Stowarzyszenie „Nigdy Więcej” opublikowało raport na temat gloryfikowania Walusia przez skrajną prawicę w Polsce. Udokumentowano w nim szereg publicznych wyrazów poparcia ze strony polityków czy kibiców piłkarskich. Uznanie dla Walusia było manifestowane w mediach społecznościowych, na transparentach podczas meczów, a także na murach miast. Jego zwolennicy organizowali również też zbiórki pieniężne na jego rzecz.

## Obecność w kulturze popularnej
Hani znalazł się na 20. pozycji wśród stu największych Południowoafrykańczyków (według telewizji SABC3).
Cztery dni po zabójstwie grupa Dave Matthews Band (gitarzysta Dave Matthews pochodzi z RPA) zaczęła grać utwór #36, poświęcony pamięci Haniego. W 2001 wydali oni singel, Everyday, gdzie tytułowa piosenka zaczyna się słowami skandowanymi przez publiczność: Hani, Hani, come and dance with me.
Filozof Jacques Derrida zadedykował Haniemu swoją książkę Spectres de Marx (Widma Marksa, 1993).